# Црнци
Црнци, или црни људи, јесте термин који се користи у одређеним земљама, често као друштвени систем расне класификације или етничности, како би се описала особа за коју се сматра да је тамније боје коже у поређењу са другим људима. Као такав, смисао израза варира у великој мјери између и унутар друштава и значајно зависи од контекста. За многе друге појединце, заједнице и земље, израз „црнац” има погрдно, застарјело, редуктивно значење или има неку другу нерепрезентативну етикету и због тога израз се не користи и не дефинише.
Различита друштва примјењују различите критеријуме у погледу тога ко је класификован као „црнац” и те друштвене конструкције су се временом мијењале. У многим земљама, друштвене варијабле утичу на класификацију као и на боју коже, а друштвени критеријуми за „црнило” варирају. У Уједињеном Краљевству, „црни људи” су историјски били еквиваленти са „обојеним људима”, општим термином за неевропске народе. У јужној Африци, Латинској Америци и Северној Америци, људи мјешовите расе се уопштено нису класификовали као „црни”. У другим областима, као што је Аустралазија, досељеници су користили израз „црнци” за мјесно становништво различите историјске позадине и поријекла.

## Галерија
- Деца у Намибији.
- Дистрибуција различитих боја људске коже на свету.
- Демографија црни људи у Африци.